# Železniška postaja Kosovo Polje
Železniška postaja Kosovo Polje (Fushë Kosova) je postaja v mestu Kosovo Polje na Kosovu. Je največja železniška postaja na Kosovu in sedež Kosovskih železnic.
Septembra 1999, po vojni na Kosovu, je na postajo Kosovo Polje prispel Kosovski vlak za življenje s 400 tonami pomoči, ki je potoval vse od Združenega kraljestva skozi predor pod Rokavskim prelivom in preko Francije, Belgije, Nemčije, Češke, Slovaške in Madžarske, Romunije, Bolgarije, Grčije in Makedonije.